# Petre Dumitrescu
Petre I. Dumitrescu (n. 12 februarie 1882, comuna Dobridor, județul Dolj – d. 12 ianuarie 1950, București) a fost un general de armată român. A participat la Primul Război Mondial, având gradul de maior și la cel de-al Doilea Război Mondial, timp în care a fost la comanda Corpului I de armată, Armatei I și Armatei III. A fost acuzat și anchetat, în anul 1946, alături de generalii Leonard Mociulschi și Nicolae Dăscălescu, de săvârșirea de crime de război prevăzute și pedepsite de Legea 312/1945, însă a fost achitat din lipsă de probe. A murit la data de 12 ianuarie 1950, la domiciliul său din București.

## Date biografice
Petre Dumitrescu s-a născut la data de 18 februarie 1882, în comuna Dobridor, județul Dolj. În perioada 1901 - 1903, a urmat cursurile „Școlii militare de artilerie și geniu”, primind gradul de sublocotenent. În anul 1906 a fost ridicat la gradul de locotenent, iar în 1911 la cel de căpitan. În anul 1911 a fost admis la „Școala superioară de război”, absolvind în anul 1913. În timpul Primului Război Mondial a avut gradul de maior (1916) și locotenent-colonel (1917).
Grade: sublocotenent - 01.07.1903, locotenent - 01.10.1906, căpitan - 01.10.1911, maior - 01.11.1916, locotenent-colonel - 01.09.1917, colonel - 01.04.1920, general de brigadă - 10.05.1930, general de divizie - 01.04.1937, general de corp de armată - 01.02.1941, general de armată - 18.07.1942.
În perioada interbelică a deținut o serie de funcții importante în cadrul Armatei române: atașat militar al României la Paris (1930 - 1932), atașat militar al României la Bruxelles (1932 - 1935), Prim subșef al Marelui Stat Major (1935 - 1937), Comandant al Corpului I Armată (1937) sau Inspector general al artileriei (1937 - 1939). În anul 1940 a fost numit la comanda Armatei I.

## Participarea la cel de-al Doilea Război Mondial
La data de 25 martie 1941, generalului i s-a încredințat comanda Armatei III, armată cu care a luptat împotriva forțelor sovietice, eliberând Bucovina de Nord. După acest moment, a înaintat dincolo de Nistru împreună cu Armata 11 germană, asigurându-i acesteia flancul stâng. A ajuns în nordul Crimeei, acolo unde a participat la bătălia de la Marea Azov, bătălie terminată cu distrugerea a două armate sovietice (9 și 18). La data de 10 octombrie 1941, armata condusă de Petre Dumitrescu avansase 1700 km, provocând pierderi forțelor sovietice de aproximativ 20000 de morți, 40000 de răniți, capturând 149 de tancuri, 128 de tunuri, 277 de mitraliere și 367 de puști mitraliere. Pierderile armatei române se ridicau la 10541 de soldați, dintre care 2555 morți, 6201 răniți și 1785 dispăruți.
A fost decorat pe 17 octombrie 1941 cu Ordinul „Mihai Viteazul” cl. III-a „pentru bravura și destoinicia cu care a condus operațiunile eroicei armate de sub comanda sa”.
La data de 18 iulie 1942, după demisia generalului Iosif Iacobici, Petre Dumitrescu a fost promovat la gradul de general de armată, devenind al doilea comandant român ca importanță, după mareșalul Ion Antonescu. În vara anului 1942, a participat la ofensiva germană, alături de Armata 17, înaintând în Caucaz și cucerind peninsulele Taman și Novorosiysk. După acestă campanie, forțele armate române au fost dislocate la nord de Stalingrad, acestea fiind spulberate de ofensiva sovietică începută la data de 19 noiembrie 1942. Cu toate acestea, generalul a reușit să regrupeze trupele rămase pe linia râului Cir, participând, fără succes, la Operațiunea Wintergewitter.
În luna decembrie 1943 a asigurat litoralul în timpul retragerii generale, ajungând în Basarabia, în primăvara anului 1943, acolo unde a primit comanda Armatei 6 germane (a fost singurul general român, cu excepția mareșalului, care avea sub comandă o armată germană), cu care a format Grupul de armate Dumitrescu. După semnarea armistițiului,-Inainte de semnarea armistitiului  a încercat să retragă armatele române cât mai departe de sovietici, însă, cu toate acestea, 130.000 au fost luați prizonieri și deportați în lagăre de exterminare prin muncă la pădure, în Siberia, în timpul ofensivei Frontului 3 Ucrainean, în operațiunea Iași Chișinău (18-22 august 1944). Trupele rămase au ajuns în zona Ploiești și București, capturând aproximativ 4500 de soldați germani.

## Acuzațiile și procesul
Generalul de armată Petre Dumitrescu a fost trecut din oficiu în rezervă pentru limită de vârstă de la data de 25 februarie 1945, prin decizia ministerială nr. 1.659 din 22 septembrie 1944.
A fost trecut în rezervă la trei săptămâni după actul de la 23 August. Pe 15 mai 1946 a fost pus sub acuzație de Tribunalul Poporului pentru crime de război, dar a fost achitat, datorită lipsei de consistență a probelor. A decedat pe 12 ianuarie 1950, acasă, în București, scăpând astfel de chinurile închisorilor comuniste.

## Decorații
- Ordinul Mihai Viteazul cl. II - prin DR 382/19.02.1944  (general de armată, comandantul Armatei 3)
- Ordinul Militar „Mihai Viteazul” clasa III-a (17 octombrie 1941)[4]
- Frunze de stejar la Crucea de Cavaler a Crucii de Fier - 4 aprilie 1944
- Crucea de Cavaler a Crucii de Fier - 1 septembrie 1942